# Tatjana Avenirovna Proskurjakova
Tatjana Avenirovna Proskurjakova [tatjána avenírovna proskurjákova] (rusko Татья́на Авени́ровна Проскуряко́ва, angleško Tatiana Avenirovna Proskouriakoff), ameriška epigrafistka, arheologinja, ilustratorka, raziskovalka Majev in etnologinja ruskega rodu, * 23. januar 1909, Tomsk, Ruski imperij (danes Rusija), † 30. avgust 1985, Cambridge, Massachusetts, ZDA.
Proskurjakova je najbolj znana po svojem raziskovanju majevske pisave, pisave predkolumbijske civilizacije Majev v Mezoameriki.

## Življenje
Mladost
Njen oče je bil kemik, mati pa zdravnica. Družina je leta 1915 odpotovala v ZDA, ker je moral oče po nalogu carja Nikolaja II. nadzirati proizvodnjo streliva za 1. svetovno vojno. Ruska revolucija leta 1917 je prisilila družino, da je ostala za zmeraj. Proskurjakova se je vrnila v Rusijo le enkrat, ko je obiskala raziskovalca Majev in jezikoslovca Knorozova.
Družina je nekaj časa živela v Ohiu, se preselila v okolico Filadelfije, nato pa v Lansdowne, Pensilvanija. Tatjana je bila pridna učenka. Urejevala je šolski letopis. Ob zaključku je imela veledikcijo letnika.
Leto dni je študirala na Univerzi Pensilvanije, nato pa je leta 1930 diplomirala na Državni univerzi Pensilvanije. Študirala je arhitekturo, kasneje pa je med letoma 1936-1937 delala s Satterthwaiteom in za Arheološki in antropološki muzej Univerze Pensilvanije na majevskem najdbišču Piedras Negras v Gvatemali. Po vrnitvi v Filadelfijo je rekonstruirala trdnjavo v Piedras Negrasu.

## Rekonstruktivna arheologija
Ko je Morley ob obisku Muzeja videl njeno panoramsko rekonstrukcijo, je bil prevzet. Pregovoril jo je, da bi naredila še več za Carnegiejevo ustanovo v Washingtonu. Ni mogel doseči da bi jo zaposlili v ustanovi. Zato je povišal sklad, kar je omogočilo Proskurjakovi odpotovati v Copán in na polotok Jukatan. Na pot se je res odpravila leta 1939. Po vrnitvi in dokončanju rekonstrukcijskih risb se je zaposlila na Ustanovi kot raziskovalka.
Kmalu se je začela zanimati za majevsko pisavo in pomembno prispevala k razumevanju majevskega pisnega jezika. Najbolj priznano je njeno kasnejše dešifriranje majevskih znakov. Odkrila je, da je bila pisava na spominskih stebrih in drugih zgradbah dejansko zgodovinska. Raziskovala je napise v Tikalu, Čičen-Ici (Chichén Itzá) in Jaksčilanu (Yaxchilan). Pripovedovala je o rojstvu, nastopu vladanja in datumu smrti majevskih vladarjev. Z analizo vzorca datumov in znakov je lahko prikazala časovno dobo sedem vladarjev, ki so vladali v času dvestotih let. na ta način je bilo moč poistovetiti določene glagole kot sta na primer umreti, roditi itd. Na podlagi znanih povezav napisov so lahko potem majevski epigrafi razvozlali majevske znake.
Proskurjakova je leta 1958 postala častna kuratorica majevske umetnosti harvardskega Peabodyjevega muzeja. To službo je opravljala do leta 1977.

## Priznanja
Nagrade
Proskurjakova je leta 1962 prejela medaljo Alfreda V. Kidderja za odličnost v ameriški arheologiji.
Ameriško filozofsko društvo jo je leta 1983 izbralo za svojo članico. V letu 1984 je prejela red kecala, najvišje gvatemalsko priznanje.